# Tárogató
Tárogató néven két különböző magyar vonatkozású nádnyelves fúvós hangszer ismeretes. A 17–18. században egy kettős nádnyelves hangszert, a töröksípot hívták így, majd a 19. század végétől egy új, egynyelvű nádsíppal működő, kónikus furatú hangszer neve lett.
A tárogató történeti változata, a töröksíp legnépszerűbb a Rákóczi-szabadságharc idején volt, amikor hadi sípként is funkcionált és a szórakoztatást is szolgálta. Az újkori, modern tárogató megalkotása e hangszer történelmi emlékezetének felelevenítését célozta, de előképével nem mutat közelebbi hangszertani rokonságot. A történeti tárogatótól való megkülönböztetésül a modern tárogatót feltalálója neve után Schunda-tárogatónak is hívják. Ez utóbbi az a hangszer, ami a 20. század során a falusi nép körében népi hangszerként elterjedt, amely általában tárogató néven ismert. Nemcsak a magyarok, de erdélyi románok, délszlávok is népi hangszerükként tartják számon.
2014-ben a „tárogató népzenei hangszert” Hungarikummá minősítette a Hungarikum Bizottság.

## Története

### A töröksíp-tárogató
A 17–18. századi töröksíp, melyet gyakran tárogatónak, tárogató sípnak neveztek, a kettős nádnyelves hangszereknek a korabeli nyugati schalmeiektől eltérő típusát képviselte, a perzsa–arab–török zurna egy változata volt. Ennek megkülönböztető jegyei a felső részen hengeres vagy közel hengeres furat, a széles, lyuggatott tölcsér, az ajaktámasz, a hangszer furatába felülről benyúló elforgatható favilla, a nyugati oboaféléktől eltérő nádfúvóka.

A zeneszerszám a törökök révén jött divatba, erre utalhat a töröksíp hangszernév is. 
Erős, átható hangját kihasználva az asztali, szórakoztató zenélés mellett ünnepi felvonulásokon, lakodalmi és temetési menetekben fújták, de legnevezetesebb szerepét a kuruc táborok hadi jeladó hangszereként játszotta. A 18. század végére elsősorban reprezentáló, ceremoniális, ünnepi használata maradt fenn, ekkortól a hangszer megszólaltatása már egyre inkább tudatosan archaizáló, hazafias jelentéseket hordozott. Kultusza, részben népi tradícióval elegyedve, szórványosan még a 19. században is életben maradt.

### A mai tárogató
A ma tárogatóként ismert hangszer létrejöttének első számú szorgalmazója gróf Fáy István volt. A Vasárnapi Ujság 1859. október 16-i számában Felszólítás Magyarország cigánybandáihoz címmel írt cikkében arra biztatta a zenészeket, hogy kutassák fel, vegyék használatba az addigra már jobbára elfeledett töröksíp-tárogatót.
Az első közületek, ki a fúvást e hangszeren tökélyre viszi, bizonyosan nagyobb szeretetet fog e hazában nyerni, mint minden hegedülésével. Tanuljátok meg, és lépjetek majd fel, és mutassátok be a magyarnak régi kedves hangszerét és egyik drága, de elfelejtett örökségét.
A cigányzenészek nemigen reagáltak a felhívásra, a régi tárogató a maga behatárolt hangkészletével, harsogó, átható hangszínével nehezen lett volna beilleszthető a 19. század zenei, zenekari gyakorlatába. Ugyanakkor 1861-ben Sűck (Szűk) Mátyás, a Nemzeti Színház oboistája egy bizonyos Scipsky nevű budai hangszerkészítővel együttműködve megpróbálkozott a hangszer rekonstrukciójával, a kor igényeihez való idomításával. Az eredmény – egy kónikus furatú, oboaszerű hangszer két oktáv hangterjedelemmel – nem aratott átütő sikert.

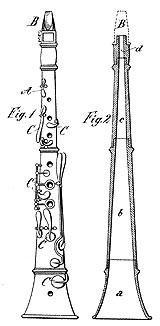
A Schunda-tárogató szabadalmi rajza

Később a cimbalom megújítójaként már hírnevet szerzett Schunda Vencel József budapesti hangszerkészítő folytatta a kísérletezést. Kezdetben ő is oboára, angolkürtre emlékeztető megoldásokkal próbálkozott, majd 1894 és 1896 között egy 65–70 cm hosszú, öblös, kónikus furatú, paliszanderfából készült hangszertestre a klarinét fúvókáját és a korabeli német rendszerű oboa billentyűzetét illesztette. Az új találmány konstrukciójában – építési anyagától eltekintve – nagyon közel állt a korszak egy másik hangszerújdonságához, a szoprán-szaxofonhoz.
Ugyanekkor, az 1890-es években Stowasser János a francia szaxofon német rendszerű hangszerrel való helyettesítésével kísérletezett, ami a Schunda hangszeréhez sokban hasonlító eredményhez vezetett. Stowasser a szabadalmi bejelentést hangszerére „javított tárogató” néven 1897. szeptember 15-én adta be, Schunda a sajátjára csak szeptember 17-én, így ő már csak Stowasser hangszerének módosítását kérhette. Schunda szerint ellopták az ötletét, a két mester között nagy háborúság kezdődött azon, ki találta fel a reform-tárogatót. A modern tárogató ezzel együtt Schunda nevével forrt össze, Schunda-tárogatónak is nevezik; a zenészek között legnépszerűbb, a mai hangszerkészítők által legtöbbet másolt típusok azonban a Stowasser-hangszerek. Schunda C, B és A hangolásban, Stowasser összesen hétféle méretben kínált tárogatókat, de messze legelterjedtebb ezek közül máig a B hangolású.
Az eredeti, kuruc kori tárogató rekonstrukciója ürügyén végül is egy új, „hibrid” hangszer jött létre, amit sokan már születése pillanatában sem fogadtak el a kuruc kort hitelesen képviselő hangszernek, de a millennium 1896-os ünnepségei közepette a hazafias lelkesedés elnyomta ezeket a kritikus hangokat. A Nemzeti Zenedében hamarosan tárogató szak indult, az első tárogatóiskolát Káldy Gyula írta.
Schunda a Richard Wagner Trisztán és Izoldájában felcsendülő „Alte Weise”-hez alt tárogatót épített, melynek furata szűkebb, a hangja ennek következtében kevésbé öblös, kevésbé átható lett. Ez bizonyos áttörést hozott a tárogatónak a műzenében, mert a „Lustige Weise”-t Richter János karmester javaslatára a világ több operaházában is B-tárogatón játszották el. Bartók és Kodály zenei munkásságában ennek ellenére a Schunda-tárogató semmilyen szerepet nem kapott, Kodály egy helyütt a hangszínét – cseppet sem hízelgően – csokoládénak nevezi.
A Schunda-tárogató Magyarországon elsősorban a 20. század első felében volt népszerű, a Rákosi-korszakban gyakorlatilag tiltott, a Kádár-korszakban tűrt hangszer volt a hozzá tapadó, nemkívánatosnak tekintett nacionalista, irredenta képzetek miatt.

## Használata, repertoárja

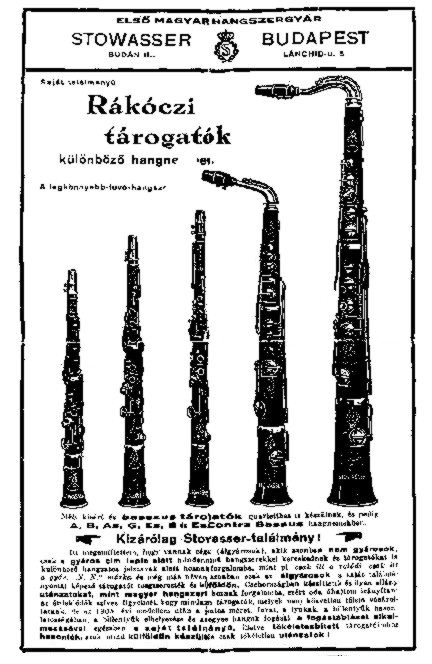
Stowasser tárogatócsaládja

A tárogatót hangszeres együttesben ritkán, inkább szólóhangszerként használják. Falusi, városi amatőrök között népszerű, de cigányzenész klarinétosok is gyakran előveszik, hogy a banda kíséretével előadják néhány számból álló „kuruc” műsorukat.
A tárogatón Magyarországon leginkább a 19–20. század fordulójának magyar népies dalait játsszák, ezek közül is elsősorban a lassú, kötetlen ritmusú dallamokat. Különösen kedveltek az újabb keletű, édes-bús kurucromantikával teli nóták, mint a Krasznahorka büszke vára (Gróf Andrássy Gyuláné szerzeménye, 1910.), Nagy Bercsényi Miklós sírdogál magába (Dankó Pista), vagy a Nagymajtényi síkon letörött a zászló (Bathó János). A repertoár valódi kuruc dalai a Te vagy a legény, Tyukodi pajtás és a Csínom Palkó.
Burka Sándor volt az egyetlen magyar muzsikus, aki tárogatójával a Kádár-rendszer idején lemezeket készíthetett, játéka nagy hatással volt a magyar tárogatózenére. A hangszer nemcsak Magyarországon, magyarok között vált népszerűvé, de a Bánság területén, Erdélyben, Vajdaságban is elterjedt, román és szerb muzsikusok kezén is népi hangszer lett. A leghíresebb, nemzetközileg is elismert román tárogatós, taragot-játékos Dumitru Fărcaş.